# Home (Daughtry)
Home è un singolo del gruppo musicale statunitense Daughtry, pubblicato negli Stati Uniti il 10 aprile 2007 come secondo estratto dal primo album in studio Daughtry. Prima della pubblicazione, il brano fungeva da pezzo di stacco pubblicitario del programma American Idol.
Il brano è stato scritto da Chris Daughtry.

## Descrizione
Chris Daughtry, il capogruppo dei Daughtry, ha composto il brano il giorno prima che lasciasse American Idol. Il testo della canzone esprime la gratitudine del cantante verso i compagni del programma, ma contemporaneamente il desiderio di tornare a casa per rivedere la sua famiglia dopo la lunga lontananza.

## Video musicale
Le riprese del videoclip si sono svolte a Greensboro, nella Carolina del Nord il 23 marzo 2007. Il videoclip consiste in scene tratte dalla performance live del gruppo durante il concerto a Greensboro, con 240,000 spettatori, intervallate da sequenze che illustrano le esperienze dei Daughtry durante il tour, tra cui scene del backstage.

## Riconoscimenti
- Il 6 dicembre 2007, Home è stata candidata ai Grammy Awards nella categoria Best Pop Performance by a Duo or Group With Vocal.
- Il brano è stato classificato #75 nella lista delle Top 100 Hits of 2007 su MTV Asia.
- Il 6 gennaio 2008 ha vinto i People's Choice Awards nella categoria Miglior canzone rock.

## Classifiche
| Classifica (2007)                            | Posizione più alta |
| -------------------------------------------- | ------------------ |
| U.S. Billboard Hot 100                       | 5                  |
| U.S. Billboard Pop 100                       | 7                  |
| U.S. Billboard Adult Top 40                  | 1                  |
| U.S. Billboard Hot Adult Contemporary Tracks | 1                  |
| U.S. Billboard Hot Christian Songs           | 12                 |
| Billboard Canadian Hot 100                   | 5                  |
| Dutch Top 4                                  | 18                 |
| Sweden Top 60 Singles                        | 52                 |
| New Zealand RIANZ Singles Chart              | 23                 |